# Alcides Ghiggia
Alcides Edgardo Ghiggia, urugvajsko-italijanski nogometaš, * 22. december 1926, Montevideo, Urugvaj, † 16. julij 2015, Las Piedras, Urugvaj.
Ghiggia, kot so ga na kratko vsi klicali, se je leta 1950 s svojim zmagovitim golom v finalu Svetovnega nogometnega prvenstva v Braziliji globoko zapisal v zgodovino svoje domovine.